# 御輔長道
御輔 長道（みふ の ながみち）は、平安時代前期の貴族・明法家。名は永道とも記される。姓は安倍宿禰のち御輔朝臣。官位は従五位下・勘解由次官。

## 経歴
御輔氏（御輔朝臣）は安倍氏の一族。承和6年（839年）安倍真雄らが安倍宿禰から新たに御輔朝臣姓を与えられた際、長道も同時に改姓したと考えられる。
長道は左京出身。当初明経生となるがのちに律令を学び、別勅生と称して得業生と同様に朝廷から衣食が支給された。のちに奉試（明法試）に及第し、仁明朝の承和7年（840年）明法博士となり、以降卒去するまで約20年の長きに亘りこれを務めた。承和13年（846年）善愷訴訟事件に際しては、法隆寺の僧侶・善愷の訴状を受理した弁官の罪状について意見を求められ、右大判事・讃岐永直らと共に公罪とする断文を提出している。
文徳朝の仁寿3年（853年）外従五位下に昇叙されると、のち斉衡2年（855年）大判事、天安2年（858年）勘解由次官を兼帯した。同年11月清和天皇の即位に伴う叙位により、内位の従五位下に至っている。
貞観2年（860年）9月26日卒去。享年62。最終官位は勘解由次官従五位下兼行明法博士。

## 官歴
『六国史』による。
- 承和6年（839年） 7月25日：安倍宿禰から御輔朝臣に改姓
- 承和7年（840年） 日付不詳：明法博士
- 時期不詳：正六位上
- 仁寿3年（853年） 正月7日：外従五位下
- 斉衡2年（855年） 2月15日：大判事
- 天安2年（858年） 2月5日：兼勘解由次官。11月7日：従五位下（内位）
- 貞観2年（860年） 9月26日：卒去（勘解由次官従五位下兼行明法博士）